# Verbandsgemeinde Lingenfeld
La comunità amministrativa di Lingenfeld (Verbandsgemeinde Lingenfeld) si trova nel circondario di Germersheim nella Renania-Palatinato, in Germania.

## Comuni
Fanno parte della comunità amministrativa i seguenti comuni:
| Comune, città               | Sup. (km²) | Abitanti |
| --------------------------- | ---------- | -------- |
| Freisbach                   | 4,98       | 1 161    |
| Lingenfeld                  | 15,26      | 5 837    |
| Lustadt                     | 23,51      | 3 444    |
| Schwegenheim                | 12,27      | 3 059    |
| Weingarten (Pfalz)          | 6,67       | 1 838    |
| Westheim (Pfalz)            | 7,12       | 1 765    |
| Verbandsgemeinde Lingenfeld | 69,81      | 17 104   |

(Abitanti al 31 dicembre 2021)